# Bledivke
Bledivke (znanstveno ime Laccaria) so rod gliv iz družine gomoljkovk (Hydnangiaceae).

## Seznam bledivk Slovenije[2]
- vijoličasta bledivka (Laccaria amethystina)
- dvobarvna bledivka (Laccaria bicolor)
- opečnata bledivka (Laccaria fraterna)
- rdečkasta bledivka (Laccaria laccata)
- mekinasta bledivka (Laccaria proxima)
- nabrežna bledivka (Laccaria pumila)
- sloka bledivka (Laccaria tortilis)